# Oligosita mediterranea
Oligosita mediterranea är en stekelart som beskrevs av Maksymilian Nowicki 1935. Oligosita mediterranea ingår i släktet Oligosita och familjen hårstrimsteklar. Inga underarter finns listade i Catalogue of Life.